# Zola Kiniambi
Zola Kiniambi (ur. 26 czerwca 1970 w Kikwicie) – piłkarz z Demokratycznej Republiki Konga występujący na pozycji pomocnika.

## Kariera klubowa
Kiniambi karierę rozpoczynał w zespole AS Vita Club. W 1996 roku przeszedł do tureckiego Gençlerbirliği, którego barwy reprezentował w sezonie 1996/1997. W 1997 roku wyjechał do Chin, gdzie grał do końca kariery w 2008 roku. W tym czasie był zawodnikiem zespołów Jilin Aodong (później jako Yanbian), Tianjin Teda oraz Chongqing Lifan.

## Kariera reprezentacyjna
W 1996 roku Kiniambi został powołany do reprezentacji Zairu na Puchar Narodów Afryki. Wystąpił na nim w spotkaniach z Liberią (2:0) i Ghaną (0:1), a Zair odpadł z turnieju w ćwierćfinale.